# Жилет (насеље)
Жилет (фр. Gilette) насеље је и општина у Француској у региону Прованса-Алпи-Азурна обала, у департману Приморски Алпи која припада префектури Ница.
По подацима из 2011. године у општини је живело 1505 становника, а густина насељености је износила 147,84 становника/km². Општина се простире на површини од 10,18 km². Налази се на средњој надморској висини од 459 метара (максималној 808 m, а минималној 108 m).

## Демографија
| 1962. | 1968. | 1975. | 1982. | 1990. | 1999. | 2011. |
| ----- | ----- | ----- | ----- | ----- | ----- | ----- |
| 506   | 521   | 504   | 618   | 1.024 | 1.254 | 1.505 |

График промене броја становника у току последњих година